# 西墙隧道

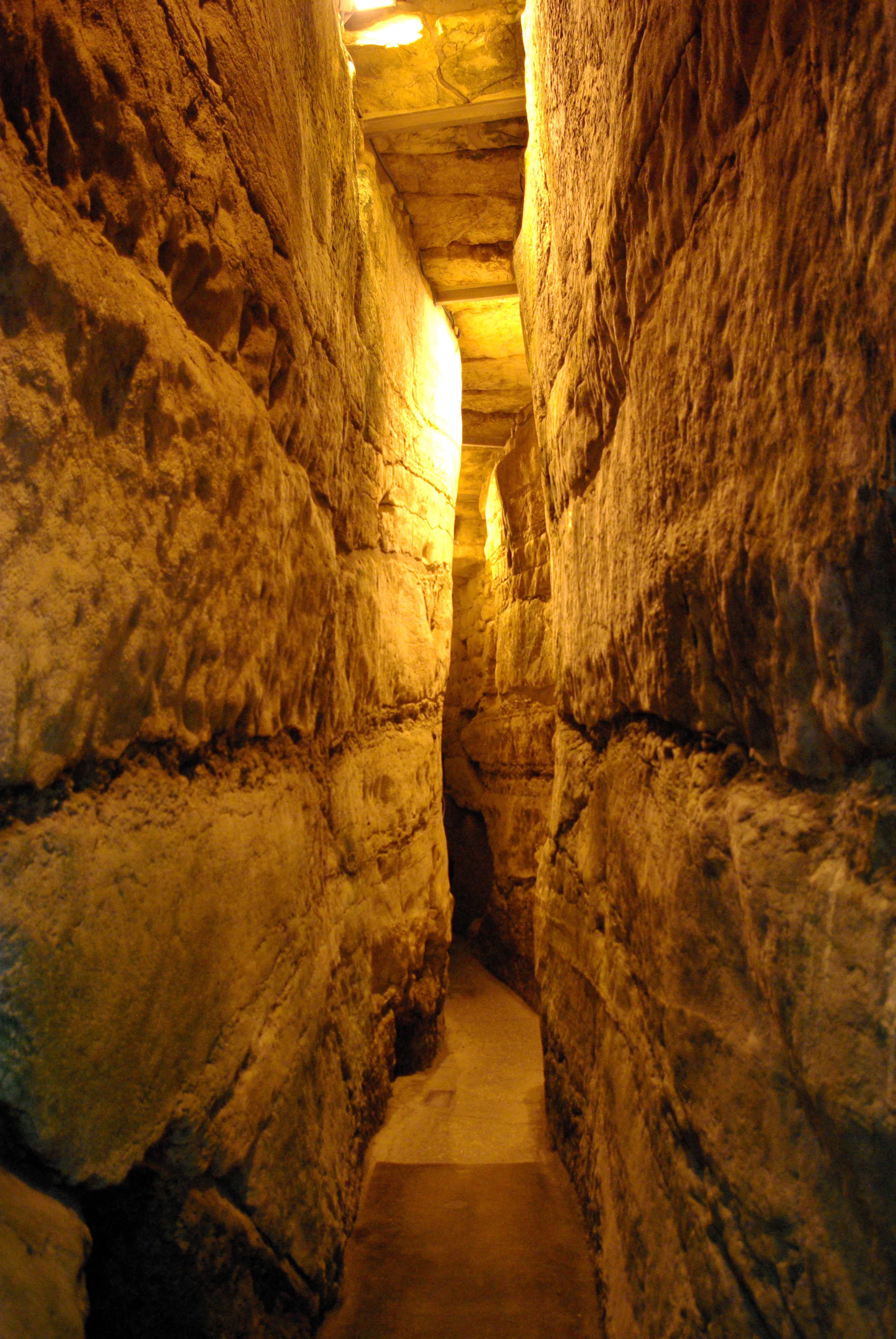
西墙隧道内的窄路

西墙隧道 (希伯來語：‎, translit.: Minheret Hakotel) 是展示整个西墙长度的一个地下隧道。西墙隧道毗邻西墙，位于耶路撒冷老城地下。西墙暴露在地表的只有60米长，多数隐藏在地下。西墙隧道可以看到隐藏的485米西墙。

## 历史
公元前19年，大希律王进行了一个项目，通过并入圣殿山的西北部来使圣殿山平台面积扩大一倍。为了做到这一点，建造了四面挡土墙，圣殿山平台在此之上扩大。公元70年罗马人摧毁圣殿后，这些挡土墙仍然存在，包括平台本身。

## 考古发掘

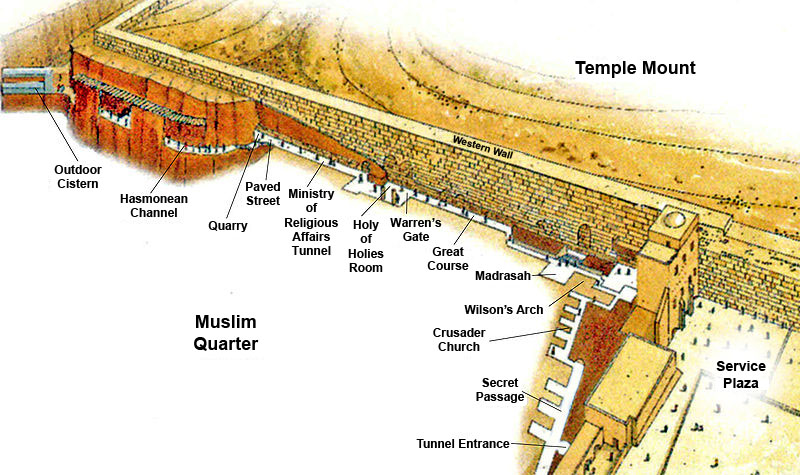
西墙隧道路线

英国的研究人员在19世纪中期开始在西墙旁挖掘。 查尔斯·威尔逊在1864年开始挖掘， 查尔斯·沃伦在1867-70年挖掘。 威尔逊发现了一个拱，现在以他的名字命名的"威尔逊拱门"，这个拱有12.8米宽，位于今天的地面上。 据认为，该拱在第二圣殿时期曾支撑一座连接圣殿山和城市的大桥。 沃伦通过威尔逊拱门挖的井，今天仍然可见。
六日战争后，以色列宗教事务部开始挖掘，旨在使西墙的地下部分发掘中。 发掘持续了近二十年，揭示了许多有关圣殿山的历史和地理的未知事实。 进行发掘很困难，因为隧道从住宅区的地下穿过。 挖掘在科学家和犹太拉比的监督下进行。 这是为确保地上建筑的稳定和防止破坏的历史文物。 在1988年， 西墙文化遗产基金会 成立， 接手了挖掘， 维护和翻修西墙和西墙广场。

## 特色

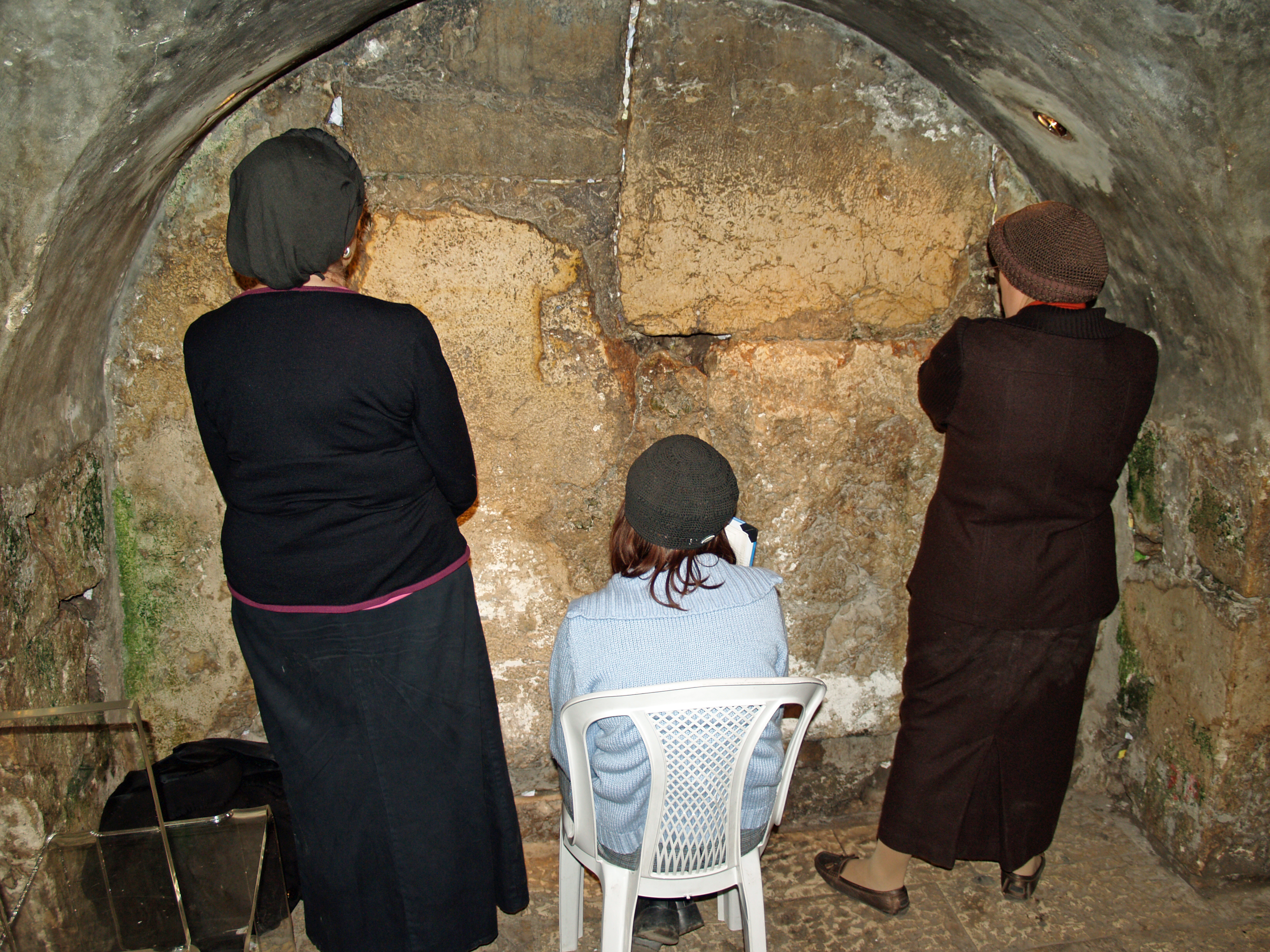
犹太妇女在隧道内最靠近圣殿至圣所的位置祷告

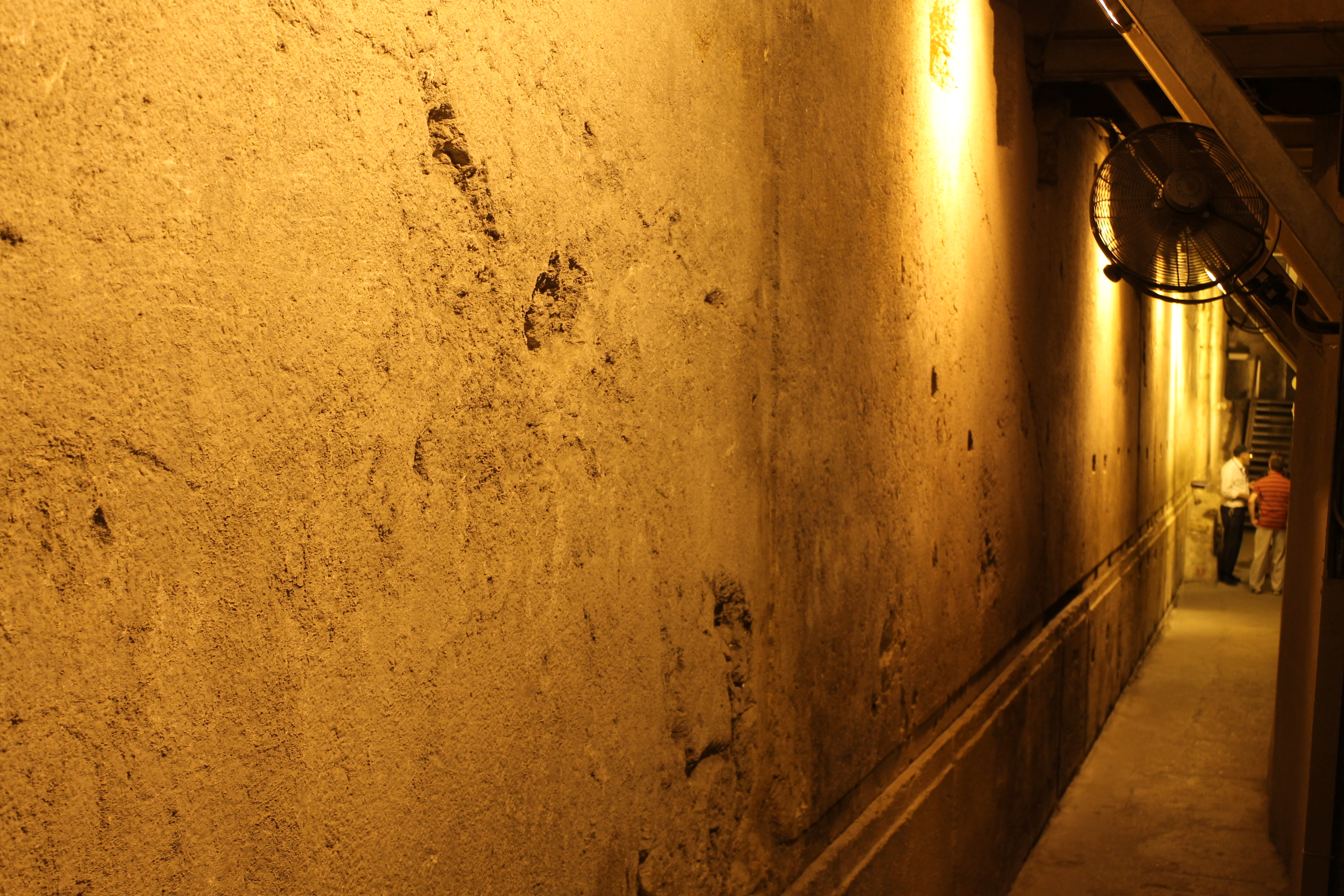
西墙最大的石块

## 北出口

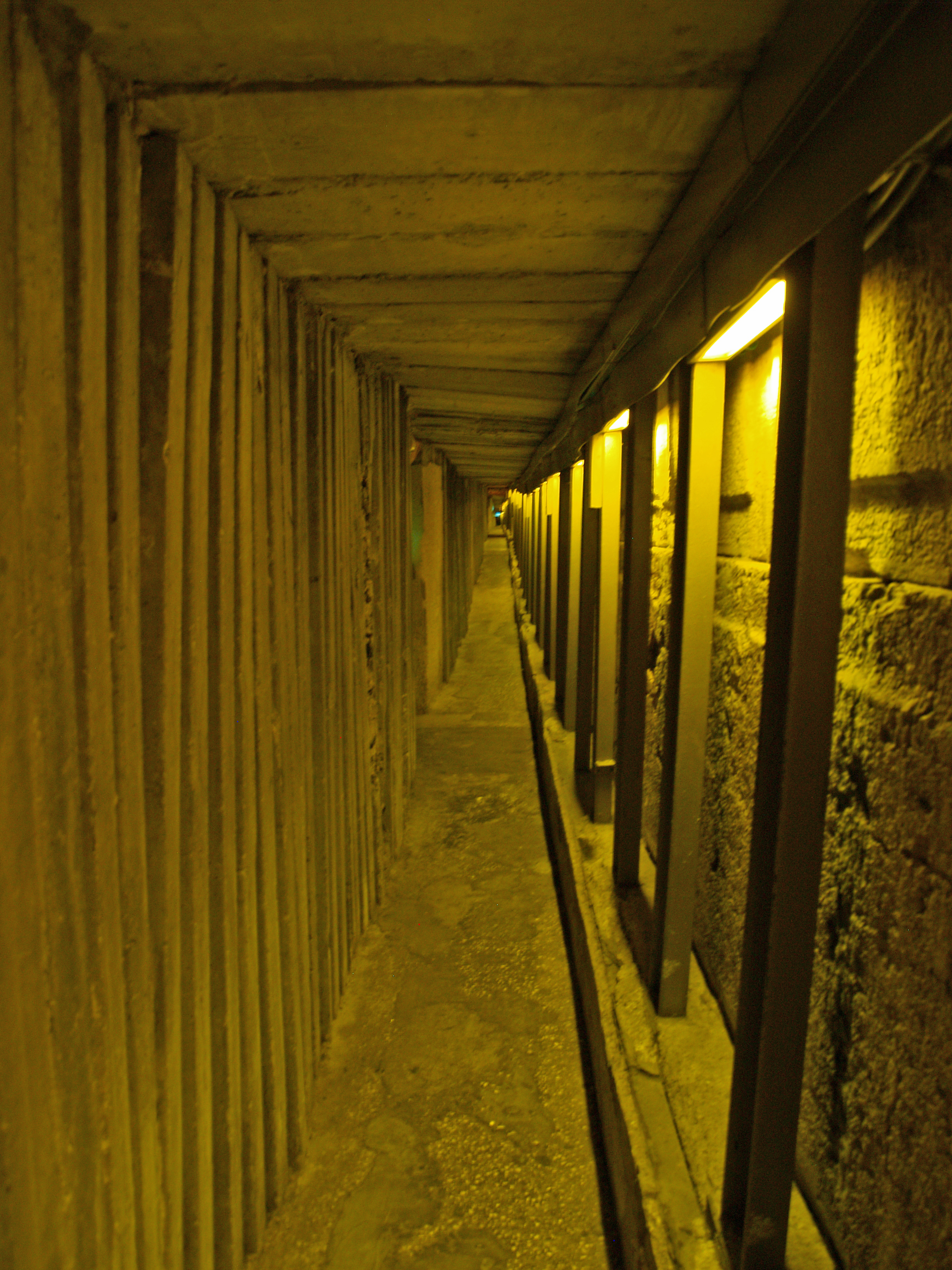
Concrete supports used to reinforce the ancient streets above in Jerusalem's Muslim Quarter. At the end of this tunnel is the northern exit

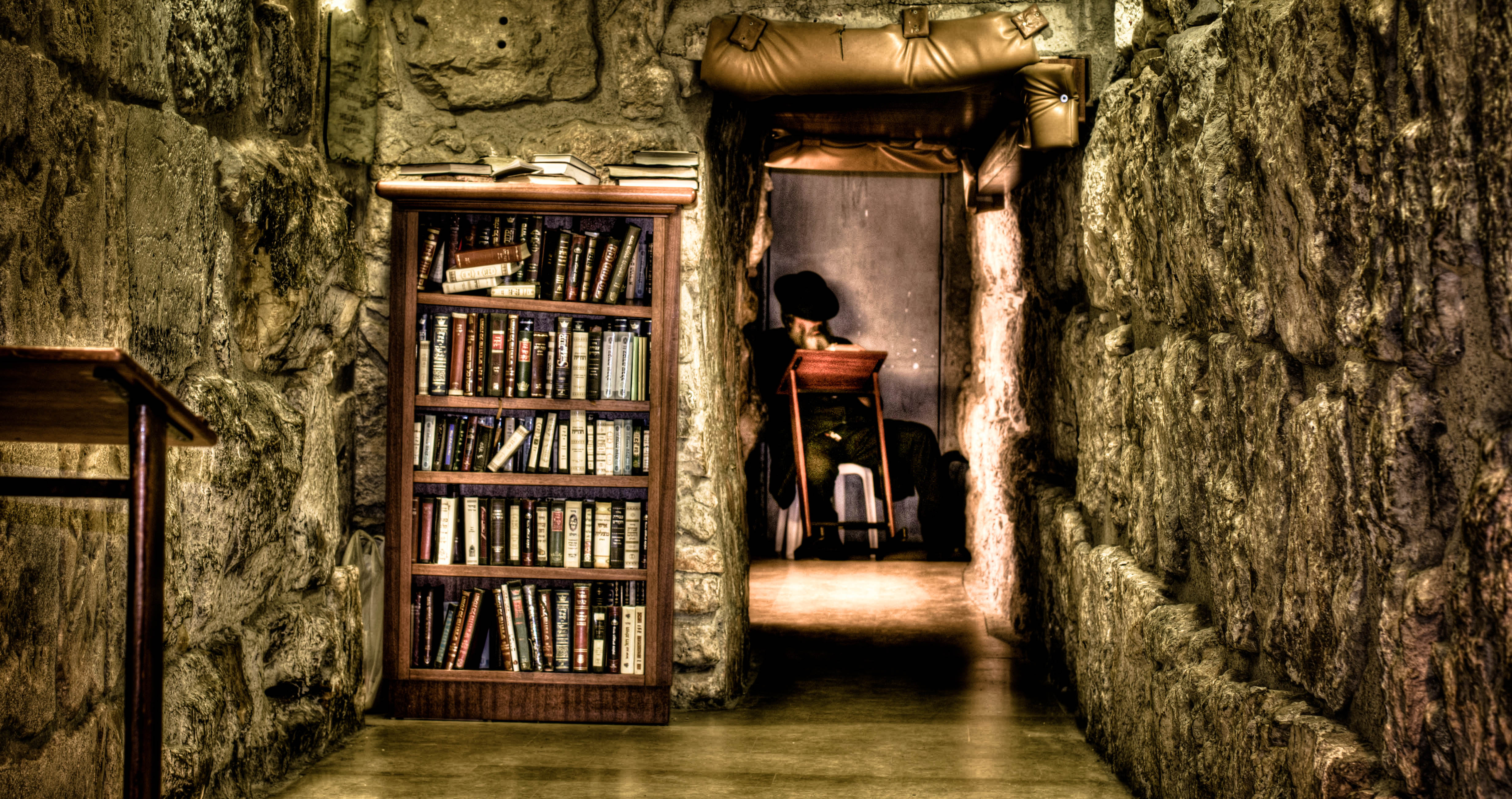